# Capergnanica
Capergnanica (lombardul: Caergnàniga) település Olaszországban, Lombardia régióban, Cremona megyében. Lakosainak száma 2146 fő (2023. január 1.). Capergnanica Casaletto Ceredano, Chieve, Credera Rubbiano, Crema és Ripalta Cremasca községekkel határos.

## Népesség
A település népességének változása:
| Lakosok száma | 2144 | 2150 | 2166 | 2146 |
|               | 2013 | 2017 | 2018 | 2023 |